# Етнографски музеј Анкаре
Етнографски музеј Анкаре посвећен је културама турских цивилизација. Зграду је пројектовао архитекта Ариф Хикмет Којуноглу и изграђена је између 1925. и 1928. године. У музеју је привремено био постављен саркофаг Мустафе Кемала Ататурка од 1938. до 1953. године, током периода изградње Аниткабира, његовог последњег почивалишта.

## Изложбе
Етнографски музеј садржи следеће експонате:
- Примери турске уметности од селџучког периода до данас.
- Народна одећа, украси, обућа, из разних крајева Анадолије, женске и мушке чарапе из региона Сивас, разне торбе, пертле, салвете, завежљаји, прекривачи, венчанице, комплети за бријање младожење, као део старе традиционалне турске уметности.
- Збирка ћилима из региона Ушака, Гордеса, Бергаме, Куле, Миласа, Ладика, Карамана, Нигдеа, Киршехира, који спадају у центре ћилимарства, са техничким материјалима и шарама јединственим за Турке.
- Међу прелепим примерима анадолске металне уметности су мамелучки котлови из 15. века, отомански котлови за шербет, умиваоник, послужавник, послужавник за кафу, тигањи, чиније, маказе за свеће и разни други метални артефакти.
- Лукови, стреле, кремени пиштољи, пушке, мачеви, јатагани и грб Османског царства са потписом султана Махмуда II извезеним на сатенском платну из отоманског периода.[1]
- Турски порцелан и Кутахја порцелан, предмети везани за суфизам и Тарикат, и прелепи примери турске калиграфије.
- Неки од најлепших примера турске обраде дрвета: престо селџучког султана Кејхусрева III (13. век), саркофаг Ахи Шерафетина (14. век), михраб Ташур-пашине џамије из села Дамса у Ургупу (12. век), минбер Улу џамије из Сирта (12. век) и Капија медресе Челеби султана из Мерзифона (15. век).
- Колекција коју је Бесим Аталај, члан Велике народне скупштине Турске, поклонио музеју, обухвата турску уметност из различитих периода.
- У музеју постоји специјализована библиотека у којој се налазе дела везана за анадолску етнографију, фолклор и историју уметности.

- Етнографски музеј у Анкари, Турска
- Статуа Ататурка
- Етнографски музеј у Анкари ноћу

## Ататурково привремено почивалиште
Након Ататуркове смрти 10. новембра 1938. у палати Долмабахче у Истанбулу, његови посмртни остаци су 19. новембра пребачени морем на бојном крсташу до Измита, а затим и возом до Анкаре, где су стигли 20. новембра. Ковчег је постављен на постоље испред зграде Велике народне скупштине Турске за Ататуркову државну сахрану. Његово тело је 21. новембра 1938. коњском вучом превезено у Етнографски музеј Анкаре. Британска, иранска и југословенска почасна гарда је испратила поворку до музеја.
Ататурков ковчег од махагонија стављен је у саркофаг од белог мермера где је остао скоро 15 година. Дана 4. новембра 1953. године, након завршетка Аниткабира, његов саркофаг је отворен у присуству председника парламента Рефика Коралтана, премијера Аднана Мендереса, начелника Генералштаба Нурија Јамута и других званичника. Ковчег је извађен и постављен на постоље у музеју, где је остао до 10. новембра 1953. године, на 15. годишњицу његове смрти. Истог дана је пребачен у Аниткабир, у пратњи војних почасти.